# Friedrich Karl Florian
Friedrich Karl Florian (Essen, 4 de febrero de 1894-Mettmann, 24 de octubre de 1975) fue un político nazi alemán.

## Biografía
Nació en Essen el 4 de febrero de 1894. Florian, que se había unido al VSB y al NSFB en 1924, ingresó en el NSDAP y en las SA en 1925. Pasó a formar parte de la estructura del partido nazi y ocupó el cargo de Gauleiter de Düsseldorf entre 1930 y 1945. En la primavera de 1945 llamó a las armas a los habitantes de Düsseldorf y trató de organizar la defensa de la ciudad ante el avance aliado producido en la parte final de la Segunda Guerra Mundial. Falleció en Mettmann el 24 de octubre de 1975.